# Grzegorz Gorzelak
Grzegorz Jerzy Gorzelak (ur. 9 lipca 1949 w Łodzi) – profesor nauk ekonomicznych. W latach 1996–2016 dyrektor Centrum Europejskich Studiów Regionalnych i Lokalnych Uniwersytetu Warszawskiego.

## Życiorys
Absolwent studiów ekonomicznych na Uniwersytecie Warszawskim (1972). Doktoryzował się w 1980 na Wydziale Gospodarki Narodowej Akademii Ekonomicznej we Wrocławiu. W 1989 habilitował się na Wydziale Ekonomiki Produkcji i Obrotu Akademii Ekonomicznej w Poznaniu. W 1999 uzyskał tytuł profesora nauk ekonomicznych.
Był twórcą i długoletnim redaktorem naczelnym (do 2021 r.)  kwartalnika „Studia Regionalne i Lokalne” oraz był do 2017 przewodniczącym zarządu stowarzyszenia Regional Studies Association – Sekcja Polska, którego powołania był inicjatorem.
Specjalizacja: gospodarka przestrzenna, rozwój regionalny i lokalny, polityka regionalna. Na jego dorobek składa się autorstwo i redakcja ponad 60 książek oraz ponad 260 artykułów i rozdziałów w książkach, w znacznej części opublikowanych za granicą. Współpracował z agendami rządowymi i samorządami lokalnymi i regionalnymi w Polsce i na Ukrainie oraz w wieloma instytucjami międzynarodowymi (m.in. Bank Światowy, Komisja Europejska, OECD, ILO, Open Society Institute).
Wśród ogółem 11 wypromowanych przez niego doktorów znaleźli się: Wojciech Dziemianowicz (1998), Mikołaj Herbst (2003), Agnieszka Olechnicka (2003), Maciej Smętkowski (2005), Dominika Wojtowicz (2007), Karol Olejniczak (2007), Adam Płoszaj (2012), Katarzyna Wojnar (2015).
Był stypendystą Fulbrighta, profesorem wizytującym na University of Strathclyde, wykładał na kilku uniwersytetach zagranicznych. Koordynował wiele projektów badawczych, krajowych i międzynarodowych (w tym projekty ESPON). Był koordynatorem projektu w ramach 7. Programu Ramowego nt. rozwoju nowych krajów członkowskich UE (GRINCOH: Growth – Innovation – Competitiveness: Fostering Cohesion in Central and Eastern Europe). Czterokrotnie  był członkiem panelu oceniającego Starting Grants w European Research Council.
Był członkiem Komitetu Przestrzennego Zagospodarowania Kraju oraz Komitetu Prognoz „Polska 2000 Plus” Polskiej Akademii Nauk. Członek Polskiego Towarzystwa Ekonomicznego.
W czerwcu 2016 został odznaczony przez Prezydenta RP Andrzeja Dudę Krzyżem Kawalerskim Orderu Odrodzenia Polski, który po otrzymaniu w kwietniu 2018 zwrócił prezydentowi z argumentacją, iż wielokrotnie łamiąc Konstytucję RP sprawuje on swój urząd w sposób niegodny.
Od 2022 roku związany z Instytutem Rozwoju Wsi i Rolnictwa PAN, gdzie jest zatrudniony z Zakładzie Ekonomii Wsi.

## Wybrane publikacje
- Regional Dimension of Transformation in Central Europe, Jessica Kingsley Publishers, London and Bristol, Pennsylvania, 1996
- The Regional and Local Potential for Transformation in Poland, EUROREG, Regional and Local Studies, vol. 14, EUROREG, Warszawa 1998
- European Boundaries: Unity or Division of the Continent? Regional Studies Vol. 36.4, pp. 409–419, 2002 (co-author B. Jałowiecki)
- The poverty and wealth of regions, w: N.Bellini, E.Giulani, C.Pietrobelli, R.Rabellotti (eds.) The Theory and Practice of Local Development, Scuola Superiore Santa Anna, Pisa, 2004
- Metropolia i jej region, Wydawnictwo Naukowe Scholar, r. 2005, (współautor: Macieje Smętkowski)
- Rozwój lokalny i regionalny w perspektywie socjologicznej, Śląskie Wyd. Naukowe, 2006 (współautorzy: B. Jałowiecki, M. S. Szczepański)
- Reforming EU Cohesion Policy. A reappraisal of the performance of the Structural Funds, Policy Studies, Volume 28 Issue 4, 2007 ss. 309–326 (współautor: J.Bachtler)
- Zróżnicowania warunków życia. Polskie rodziny i społeczności lokalne, Wyd. Naukowe SCHOLAR, Warszawa 2009 (współautorzy: K. Zagórski, B.Jałowiecki)
- Regional development in Central and Eastern Europe. Development processes and policy challenges, Routledge, Oxon-New York, 2010, (współtwórcy: J. Bachtler, M. Smętkowski)
- Universities, Cities and Regions. Loci for Knowledge and Innovation Creation, Routledge, London and New York, 2012, (napisane przez R. Capello, A. Olechnicką, G. Gorzelaka)
- Cohesion policy and regional development, in: S.Hardy, J.Bachtler P. Berkowitz  and T.Muravska (eds.) EU Cohesion Policy. Reassessing performance and direction, Routledge, Abingdon-New York, 2016
- Poland’s regional policy and disparities in the Polish Space, Studia Regionalne i Lokalne, Tom I wyd. spec r. 2006, str. 39–74
- Rozwój metropolii w gospodarce informacyjnej: znaczenie układu globalnego i regionalnego, Studia Regionalne i Lokalne, Nr 2(20), r. 2005, wspólnie z: Maciejem Smętkowskim
- Polska polityka regionalna wobec zróżnicowań polskiej przestrzeni, Studia Regionalne i Lokalne, Nr 4 r. 2004, str. 37–73
- Metropolia i jej region, Wydawnictwo Naukowe Scholar, r. 2005, wspólnie z: Maciejem Smętkowskim
- Charakterystyka polskich województw w latach 1999–2004, Ministerstwo Rozwoju Regionalnego, r. 2006, wspólnie z: Maciejem Smętkowskim, Markiem Kozakiem, Adamem Płoszajem.

W sumie jako (współ)autor i (współ)redaktor opublikował ponad 60 książek oraz ponad 260 artykułów i rozdziałów w książkach, w tym ok. 100 za granicą.